# Pacificus Maximus
Pacificus Maximus poète latin moderne italien, né à Ascoli vers 1410, mort à Fano vers 1500. 
Il partagea son temps entre la culture des lettres et les plaisirs, et composa en latin de nombreuses poésies, qui ont été réunies et publiées pour la première fois sous ce titre : Hecatelegiumn, sive elegiæ jocosæ et festivæ, laudes summorum virorum, urbium et locorum, invectivæ in quosdam, etc. (Florence, 1489, in-4°). 
L’édition la plus complète est celle de Fano (1506, in-4°).

## Source
« Pacificus Maximus », dans Pierre Larousse, Grand dictionnaire universel du XIXe siècle, Paris, Administration du grand dictionnaire universel, 15 vol., 1863-1890 [détail des éditions].